# Milan Kocić
Milan Kocić, slovenski nogometaš, * 16. februar 1990.
Kocić je profesionalni nogometaš, ki igra na položaju branilca ali vezista. Od leta 2024 je član italijanskega kluba Brian Lignano. Pred tem je igral za italijanska Triestino in  Clivense, bolgarski PFC Šumen 2010, avstrijski TSV Hartberg, slovenske Rudar Velenje, Aluminij in Tabor Sežana, češki Bohemians 1905, grški Panionios ter romunska Voluntari in Chindia Târgoviște. Skupno je v prvi slovenski ligi odigral 115 tekem in dosegel tri gole. 